# Margarita Valdéz Martínez
Margarita Valdez Martínez (Durango, México. 31 de julio de 1955) es una política y sindicalista mexicana, militante del partido Movimiento Regeneración Nacional. Desde el 1 de septiembre de 2018 es senadora del Congreso de la Unión en la LXIV legislatura.

## Primeros años
Lilia Margarita Valdez Martínez nació en el estado de Durango, México, el 31 de julio de 1955. Estudió la licenciatura de médica cirujana en la Universidad Juárez del Estado de Durango, institución de la que también fue docente. Ha sido parte del sindicato del Instituto Mexicano del Seguro Social, del Frente por la Defensa de la Autonomía Universitaria y del Sindicato del Personal Académico de la Universidad Juárez del Estado de Durango.

## Senadora de la República
En las elecciones federales de 2018 fue postulada por el partido Movimiento Regeneración Nacional (Morena) como senadora por el estado de Durango. Tras los comicios ocupó el cargo como senadora de segunda fórmula en la LXIV Legislatura del Congreso de la Unión desde el 1 de septiembre de 2018. Es secretaria de la comisión de derechos de la niñez y de la adolescencia.